# Fontaine-Chalendray
Fontaine-Chalendray – miejscowość i gmina we Francji, w regionie Nowa Akwitania, w departamencie Charente-Maritime.
Według danych na rok 1990 gminę zamieszkiwało 270 osób, a gęstość zaludnienia wynosiła 14 osób/km² (wśród 1467 gmin regionu Poitou-Charentes Fontaine-Chalendray plasuje się na 739. miejscu pod względem liczby ludności, natomiast pod względem powierzchni na miejscu 419.).